# 台州市
台州市（だいしゅう/タイジョウ-し、拼音: Tāizhōu）は中華人民共和国浙江省に位置する地級市。

## 地理
浙江省の東部、東シナ海に面する。寧波市、紹興市、金華市、麗水市、温州市に接する。

## 歴史
- この地域は越王勾践の末裔である甌越族の国東甌が成立していた[2]。その後秦の始皇帝が中国を統一すると、東甌王の騶揺の王位が廃され君長となり、領土であったこの地域は閩中郡とされた。
- 西漢の始元2年（前85年）回浦県が置かれる。
- 唐の武徳4年（621年）に海州となり、翌622年（武徳5年）に域内に天台山があったことから台州と改称される。
- 1994年に台州地区が地級市の台州市に昇格。
- 2003年には正式に長江デルタの構成都市として認められる。

## 行政区画
3市轄区・3県級市・3県を管轄する。
- 市轄区：
  - 椒江区・黄岩区・路橋区
- 県級市：
  - 温嶺市・臨海市・玉環市
- 県：
  - 三門県・天台県・仙居県

| 台州市の地図                                                   |
| -------------------------------------------------------------- |
| 椒江区 黄岩区 路橋区 三門県 天台県 仙居県 温嶺市 臨海市 玉環市 |

### 年表
この節の出典

#### 台州専区(1949年-1954年)
- 1949年10月1日 - 中華人民共和国浙江省台州専区が成立。臨海県・温嶺県・仙居県・天台県・三門県・寧海県・黄岩県が発足。(7県)
- 1949年12月20日 (7県2区)
  - 黄岩県の一部が分立し、海門区が発足。
  - 臨海県の一部が分立し、臨海城関区が発足。
- 1950年5月15日 (7県)
  - 臨海城関区が臨海県に編入。
  - 海門区が黄岩県に編入。
- 1950年8月25日 - 黄岩県の一部が分立し、海門区が発足。(7県1区)
- 1952年10月22日 - 寧海県が寧波専区に編入。(6県1区)
- 1954年5月22日 
  - 臨海県・天台県・三門県が寧波専区に編入。
  - 温嶺県・黄岩県・仙居県・海門区が温州専区に編入。

#### 台州専区(1957年-1958年)
- 1957年9月23日 - 寧波専区臨海県・寧海県・天台県・仙居県・三門県、温州専区温嶺県・黄岩県を編入。台州専区が成立。(7県)
- 1958年11月21日 (5県)
  - 寧海県が舟山専区象山県に編入。
  - 三門県が臨海県、舟山専区象山県に分割編入。
- 1958年12月22日 
  - 天台県が寧波専区に編入。
  - 温嶺県・黄岩県・臨海県・仙居県が温州専区に編入。

#### 台州地区(1962年-1994年)
- 1962年5月28日 - 温州専区温嶺県・黄岩県・臨海県・仙居県、寧波専区天台県を編入。台州専区が成立。(5県)
- 1962年6月1日 (7県)
  - 温嶺県の一部が分立し、玉環県が発足。
  - 臨海県の一部が分立し、三門県が発足。
- 1978年9月16日 - 台州専区が台州地区に改称。(7県)
- 1980年7月7日 - 黄岩県・臨海県の各一部が合併し、海門特区が発足。(7県1特区)
- 1981年7月21日 - 海門特区が市制施行し、椒江市となる。(1市7県)
- 1986年3月1日 - 臨海県が市制施行し、臨海市となる。(2市6県)
- 1989年9月27日 - 黄岩県が市制施行し、黄岩市となる。(3市5県)
- 1994年2月18日 - 温嶺県が市制施行し、温嶺市となる。(4市4県)
- 1994年8月22日 - 台州地区が地級市の台州市に昇格。

#### 台州市
- 1994年8月22日 - 台州地区が地級市の台州市に昇格。(3区2市4県)
  - 椒江市が区制施行し、椒江区となる。
  - 黄岩市が分割され、黄岩区・路橋区が発足。
- 2017年4月9日 - 玉環県が市制施行し、玉環市となる。(3区3市3県)

## 交通

### 航空
- 台州路橋空港（IATAコード: HYN - ICAOコード: ZSLQ）：市の中心地から20kmに位置する。国際空港だが定期航路としては現在は国内線のみ[5]。

### 鉄道
- 甬台温線：2009年開業の高速鉄道。寧波から台州を通って温州まで結んでいる。杭福深旅客専用線の一部である。当路線を経由する高速列車は、台州-杭州間を2時間程度[6]、台州-寧波間を約1時間で結ぶ[7]。

- 杭台高速鉄道：2022年に開業した官民パートナーシップによる民営の高速鉄道[8][9]。台州市内で6駅に停車する。当路線を経由する高速列車は、台州-杭州間を1時間半[10]、台州-上海間を2時間半で結ぶ[11]。

- 金台鉄道：浙江省金華市から台州までの鉄道路線。2021年に開業した[12]。

- 杭温高速鉄道：2024年開業の高速鉄道[13][14][15]。長江デルタ高速鉄道の一部を成す。台州市では仙居駅を通る。
- 台州軌道交通：台州市内での都市鉄道。2022年にS1線が開業[16]し、S2線が建設中である。

#### 主要駅
- 台州駅：2022年に供用された新駅[17]。
- 台州西駅：従来の台州駅。2021年に改称された[18]。

### 海運
台州港は長江デルタの最南端の河口部にある港で、その中心部は霊江下流である椒江区の椒江河口にある。港は台州湾、楽清湾、三門湾に拡がっていて、海門港区、大麦嶼港区、健跳港区、臨海（頭門）港区、温嶺港区、黄岩港区の6つの港区からなる。このうち海門港に台州列島へのフェリーターミナル（台州海上客運センター）がある。

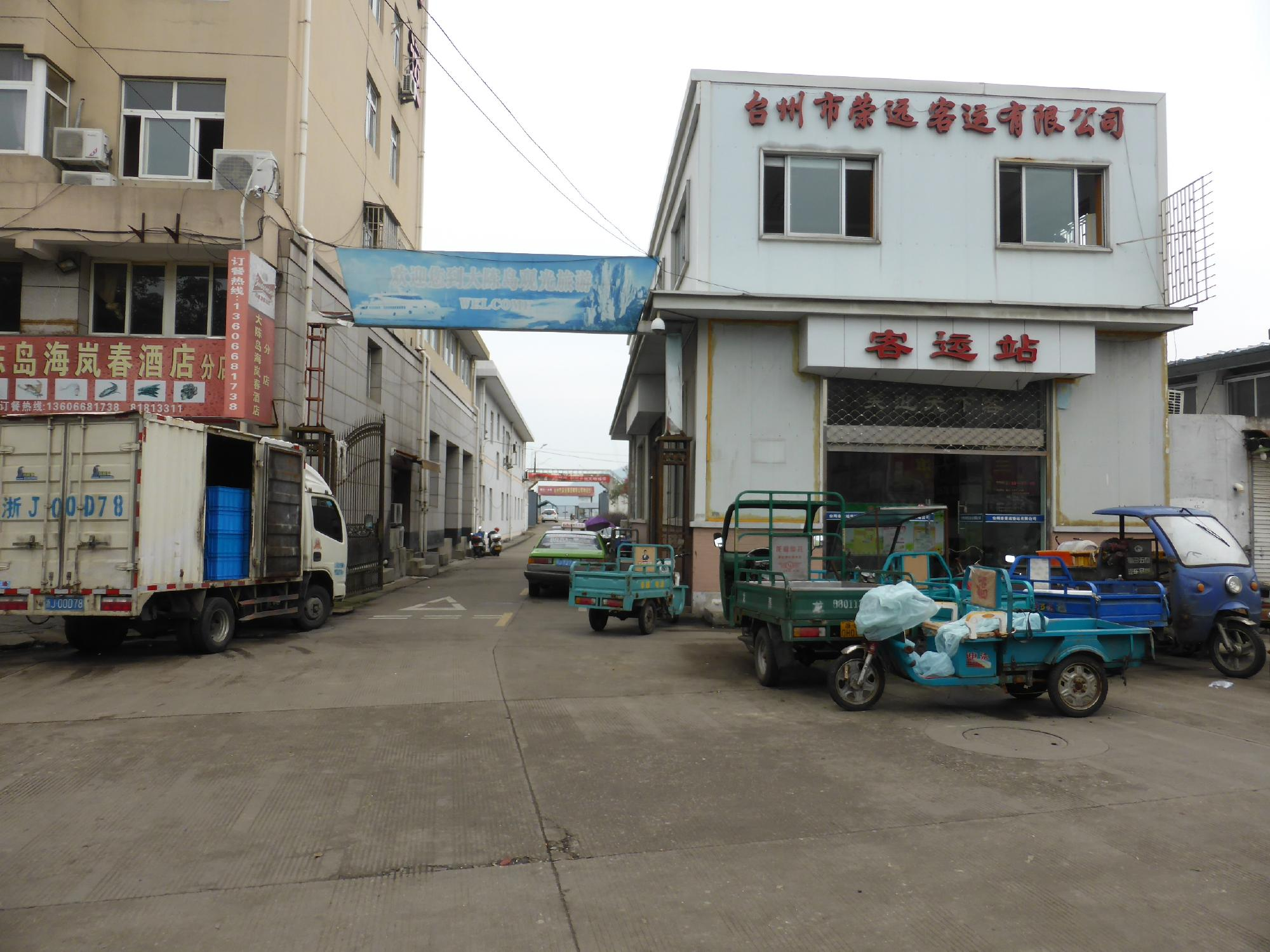
台州・海門港にある旅客ターミナル

#### フェリー
- 海門港の台州海上客運センターから台州列島大陳島への「大陳島号」などの定期船、観光船がある[20]。2015年からは台州列島一江山島への定期船も就航した[21]。

### 道路
- 台金高速道路
- 甬台温高速道路
- 上三高速道路
- 104国道

## 観光

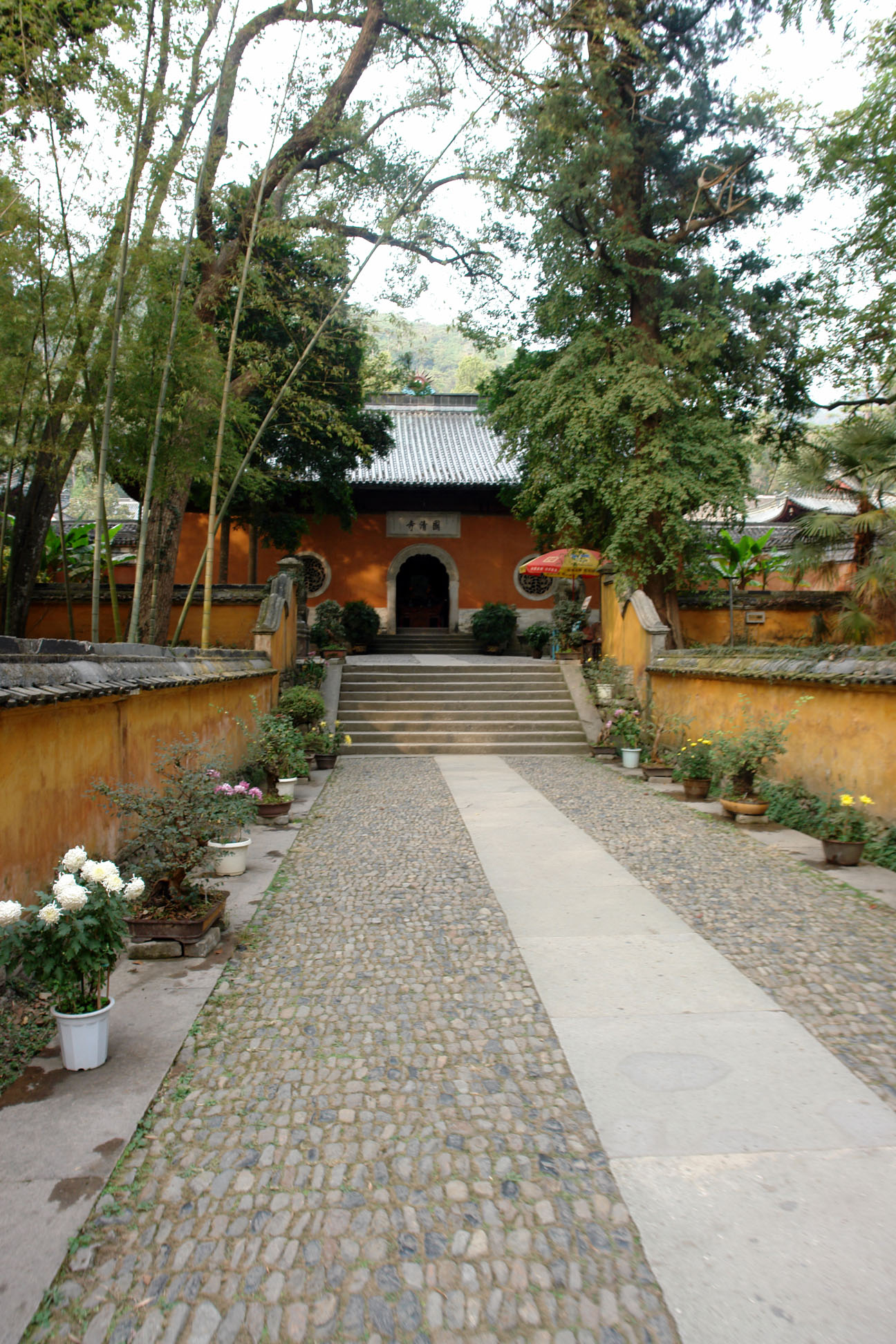
天台山国清寺

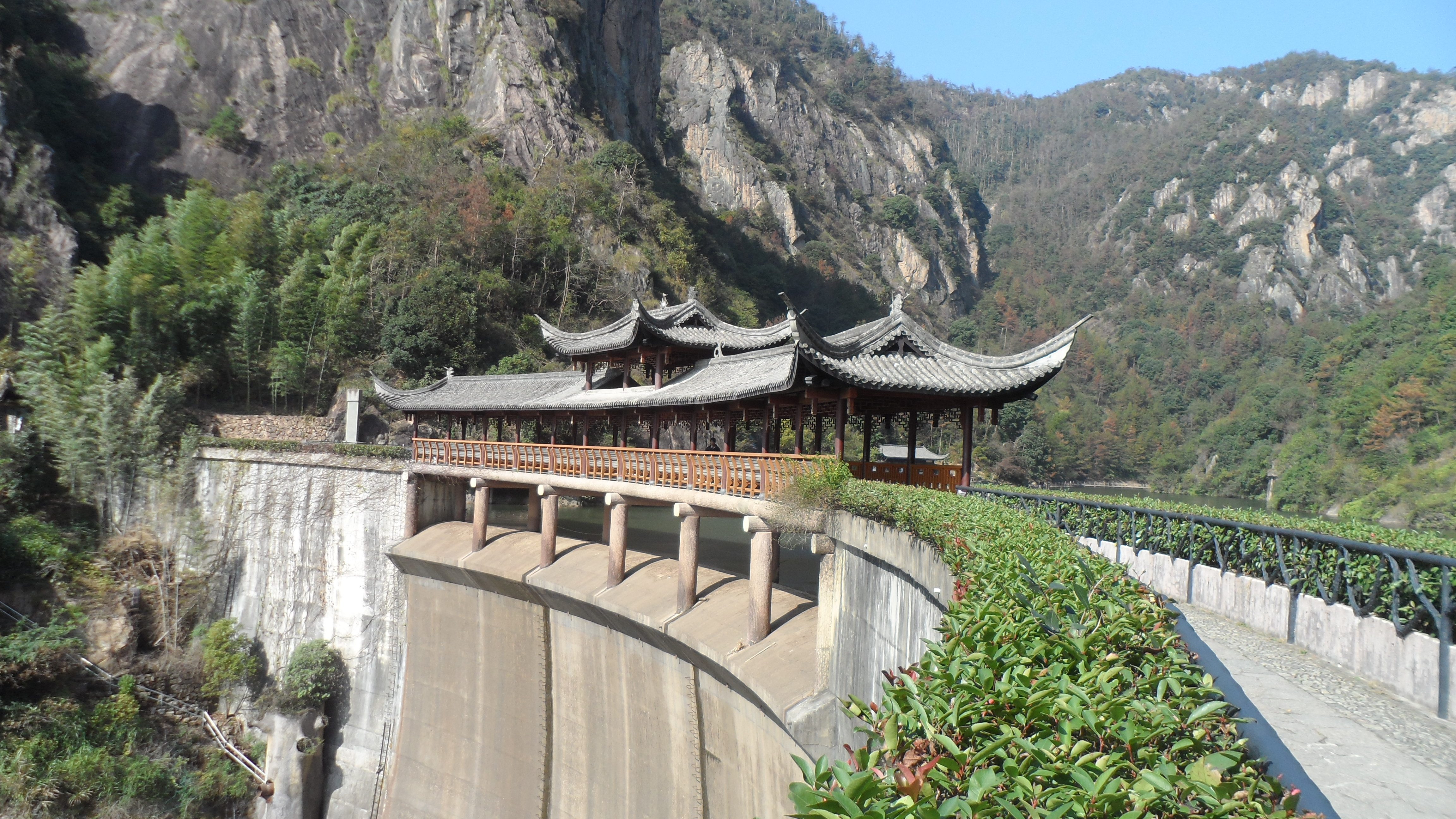
台州琼台仙谷

国家歴史文化名城：
- 臨海市

全国重点文物保護単位
- 天台山国清寺
- 台州府城
- 桃渚城
- 新河閘橋群
- 大溪東甌古城遺跡
- 瑞隆感応塔
- 南峰塔及び福印山塔
- 千仏塔
- 仙居古越人岩画群
- 坎門験潮所

国家級風景名勝区
- 天台山（国家5A級観光地）
- 神仙居（国家5A級観光地）
- 台州府城文化旅游区（国家5A級観光地）
- 方山・長嶼硐天（国家4A級観光地）

## 宗教
台州は道教南宗の祖庭であり、仏教では天台宗の発祥地である。アヘン戦争の後にはキリスト教も広がった。

### 道教
道教の「十大洞天」のうち、台州には黄岩委羽山洞（第2洞天）、天台赤城山玉京洞（第6洞天）、仙居括蒼山洞（第10洞天）3つが存在する。また、「三十六小洞天」の中では、臨海市の盖竹山が第19洞天である。さらに「七十二福地」のうち、台州には天台：霊墟、司馬悔山、黄岩：東仙源、石搕山、温嶺：西仙源、清嶼山、玉環：玉溜山の7つが含まれる。
宋代には内丹学説が盛んになり、天台山の張伯端を代表とする道教南宗が上清派に取って代わった。南宗の教えは「先命後性、性命双修」（まず命を修め、その後に性を修め、両者を共に養う）を主張し、人体を「鼎炉」と見なし、体内の「精」「気」を薬として、神をもってこれを錬成し、精・気・神の合一を目指した。張伯端は晩年を天台山の桐柏宮で過ごしたことで道教南宗の始祖として尊ばれ、桐柏宮は南宗の祖庭として崇められている。

### 仏教
仏教は後漢末期（2世紀）頃に台州に伝来し、興平元年（194年）に創建された石頭禅院が台州で最も古い仏教寺院である。575年以降、摩訶止観などを講義した高僧智顗大師は天台山に12の禅寺などの道場を建立し、天台宗を創始した。天台山国清寺がある。